# یوکاری ایرماک‌لار (آردانوچ)
یوکاری ایرماک‌لار (به ترکی استانبولی: Yukarıırmaklar) یک منطقهٔ مسکونی در ترکیه است که در آردانوچ واقع شده‌است. یوکاری ایرماک‌لار ۶۴ نفر جمعیت دارد.